# Marion Steinfellner
Marion Steinfellner (* 23. Dezember 1973 in Mistelbach) ist eine österreichische Schriftstellerin, Butohtänzerin und Malerin.

## Leben und Werk
Marion Steinfellner studierte Germanistik, Philosophie, Psychologie und Pädagogik in Wien und Mexiko. Sie studierte Modernen Tanz am Konservatorium Wien und lernte Butohtanz unter anderem bei Kazuo Ohno und Minako Seki. Ihre Diplomarbeit schrieb sie 2001 zum Thema Das Moment der Fremdbegegnung im mexikanischen Exil am Beispiel Alice Rühle-Gerstel.
Marion Steinfellner ist Mitglied der Grazer Autorinnen Autorenversammlung, der Interessensgemeinschaft Österreichischer Autorinnen Autoren und der IntAKT. Internationale Aktionsgemeinschaft bildender Künstlerinnen.
2004 spielte Marion Steinfellner in der Aufführung von Geschichten aus dem Wiener Wald im Künstlerhaus Wien die Rolle der Marianne.
2010 wirkte sie an der Seite von Friederike Mayröcker und Valie Export im Kunstvideo Handlungsreisender in Sachen Kunst von René Schmalz und Raphael Zürcher mit.
Seit 2014 erarbeitet sie in Zusammenarbeit mit Herbert J. Wimmer originäre Poetik-Tanz-Stücke: TRANSPOETIKPERFORMANCES. Seit 2015 macht der Komponist, Orchesterleiter, Musiker und Radiogestalter (Orange 94.0) Michael Fischer vom Vienna Improvisers Orchestra mit seinem Ad-Hoc-Soundscaping und seinem Feedback-Saxophone die Musik zu diesen Text- und Tanzperformances.
Weitere Performances hatte sie in Innsbruck, Wien (21er Haus, Alten Schmiede), Berlin (Heilig-Kreuz-Kirche, DOCK 11), Dolcedo, Manzanillo sowie Buenos Aires.
Marion Steinfellner lebt in Wien.

## Einzeltitel
- IM NICHTS KNISTERST DU - Gedichte, AG Offene Literatur - Edition AS 08/2025, St. Wolfgang, ISBN 978-3-903335-42-4
- QUEERZEILER - Haikus, Edition AS 10/2024, St. Wolfgang, ISBN 978-3-903335-40-0
- TRANSMORPHOSEN - AUGENBLICKS MONSTER BUTOH BUCH, 700 gedichte. BoD, Norderstedt 2020, ISBN 978-3-7526-0565-5 (auch als E-Book, ISBN 978-3-7526-0565-5)
- LIEBS LEBEN | DEAR LIFE - MOMENTANES. Gedichte. Reihe Lyrik der Gegenwart - Nr. 87. Edition Art Science, St. Wolfgang 2019, ISBN 978-3-902864-98-7.
- Sprachvorspiele. Bilder zu Liebesgedichten von Herbert J. Wimmer. Literaturedition Niederösterreich, St. Pölten 2016, ISBN 978-3-902717-36-8.
- Nachtwasserlieder. Augenblicksschreibungen. Gedichte. Reihe Lyrik der Gegenwart - Nr 51. Edition Art Science, St. Wolfgang 2015, ISBN 978-3-902864-49-9.[6]
- nymphengesänge hellsichtig / cantasdeninfas clarividente. Zweisprachige Ausgabe Deutsch / Spanisch. Limitierte Auflage 200 Exemplare. Gestempelt und signiert. Privatdruck, Wien 2006.

## Performance
- WASSERINTERIEUR. NACH MAX ERNST. Musik: Clementine Gasser. Uraufführung: Kabinetttheater, Wien 2014.
- Lichtstück | Lightstripping. Uraufführung: Literaturhaus Wien, 2015.
- WORT | WALD | SOUND | FOREST. Uraufführung: Literaturhaus Wien, 2016.
- Literatur im Herbst 2016. Echos aus Japan. Butoh & Haiku. Eröffnungsperformance. Soundscaping: Michael Fischer. Odeon Theater, Wien 2016.
- SALZ*TRANS*FORMEN. Uraufführung: Literaturhaus Wien, 2017.[4]
- HAUT, EIN STÜCK. Uraufführung: Literaturhaus Wien, 2018.
- EXTATIC VISION. ECSTASIES TERESA. Mit Yuko Kaseki. Alte Münze, Berlin 2018.[7]
- Fliesstexte. Ferdinandeum, Innsbruck 2018.
- LUFT ATEM LABYRINTH. Uraufführung: Literaturhaus Wien, 2019.
- ERDE WERDEN TANZ. Uraufführung: Literaturhaus Wien, 2022.
- ZEITKÖRPERFRIEDEN". Uraufführung: Literaturhaus Wien, 2023
- "FEUER PHÖNIX MOMENT". Uraufführung: Literaturhaus Wien, 2024
- "VOGEL FLUG BEWEGUNG". Uraufführung: Literaturhaus Wien, 2025

## Hörspiel - Radiophonie
- 2018 (06. März) - Gespräch zu und Lesung aus transmorphosen, Reihe "fem*poem", Redaktion: Romina Achatz, FRO-Freies Radio Oberösterreich
- 2019 (17. Dezember) - Liebs Leben Dear Life, soundscaping: Michael Fischer, Text und Stimme: Marion Steinfellner, Radio Orange 94.0 Wien
- 2021 (01. Dezember) - TRANSMORPHOSEN - AUGENBLICKSMONSTERBUTOHBUCH, auszug, soundscaping: Michael Fischer, Text und Stimme: Marion Steinfellner, Radio Orange 94.0 Wien
- 2021 (05. Dezember) - LUFT ATEM LABYRINTH, Hörspiel, gemeinsam mit Herbert J. Wimmer, ORF

## Videos
- Die erinnernde Bewegung / "The Remembering Movement", ein Film von Mersolis Schöne (Produktion, Regie, Script, Stimme: Mersolis Schöne), Marion Steinfellner (Malerei, Gedichte, Stimme), Michael Fischer (Sound und Komposition). https://www.imdb.com/title/tt13582306/

Der Film konnte beim indischen Filmfestival VIRGIN SPRINGS CINEFEST (Kolkata) im Februar 2021 in der Kategorie "Experimentalfilm" den "Silver Award" gewinnen.
- Marion Steinfellner - Die erinnernde Bewegung. Eine Lesungs- und Gesprächs-Session zum experimentellen Film-Triptychon Die erinnernde Bewegung mit Mersolis Schöne  und Michael Fischer

- einander ausgesetzt - exposed to each other. Film, Regie, Editing: Mersolis Schöne, Text-Collage: Marion Steinfellner, Cast: Yuko Kaseki, Savita Rani, Marion Steinfellner, Sound und Komposition: Michael Fischer, Flötenimprovisation: Apollina Samaragd, Beats: Vlad Krypak. - Der Film wurde mit Hilfe des Österreichischen Kulturforum New Delhi produziert und am 19. April 2022 dorstelbst uraufgeführt. Am 23. April 2022: Welt-Festival-Premiere beim "Venice Experimental Video and Performing Art Festival". Vom 11. bis zum 16. Juni 2022 ist einander ausgesetzt - exposed to each other in der offiziellen Auswahl des "Bloomsday Film Festival" ("Ireland's Most Literary Film Festival") in Dublin im James Joyce Centre zu sehen und in dieser Zeit auch online präsent.

https://www.imdb.com/title/tt19622778/

## Herausgabe
- Freudenalphabet. Eine Anthologie kommunizierender Poesie. Mit Herbert J. Wimmer. Edition Art Science, St. Wolfgang 2017, ISBN 978-3-902864-74-1.

## Anthologien und Literaturzeitschriften (Auswahl)
- SAGEN RELOADED – Anthologie. Herausgegeben von Thomas Ballhausen und Sophie Reyer, Czernin Verlag, Wien 2020, ISBN 978-3-7076-0705-5, auch als E-Book: ISBN 978-3-7076-0706-2
- perspektive hefte für zeitgenössische literatur, nr. 98/99-2019. „schachprojekt: HAPPY SCHACHMATT“, Graz 2019
- Jahrbuch österreichischer Lyrik 2019. Begründet und herausgegeben von Alexandra Bernhardt, Sisyphus Verlag, Klagenfurt 2019, ISBN 978-3-903125-39-1
- Axel Kutsch (Hrsg.): Versnetze. Deutschsprachige Lyrik der Gegenwart. Verlag Ralf Liebe, Weilerswist 2017–2019.
- Antología de poesía austriaca actual. Traducción de José Luis Reina Palazón, kuratiert von Augusta Laar und José Luis Reina Palazón, Funcion Lenguaje - Revista multidisciplinar del Centro de Literatura de Madrid, Año 7, Nūmero 7, Otoño 2018
- Alain Barbero und Barbara Rieger (Hrsg.): Melange der Poesie. Wiener Kaffeehausmomente in Schwarzweiß. Verlag Kremayr & Scheriau, Wien 2017, ISBN 978-3-218-01082-5.
- Erika Kronabitter (Hrsg.): HAB DEN DER DIE DAS. Der Königin der Poesie Friederike Mayröcker zum 90. Geburtstag. Edition Art Science, St. Wolfgang 2014.[8]
- Gustav Ernst (Hrsg.): Kolik. Zeitschrift für Literatur. Ausgaben 64, 68, 71, 76, 78, 82 Wien 2015–2020.
- Michael Atze und Volker Kaukoreit (Hrsg.): Sichtungen 16/17. Gedanken reisen, Einfälle kommen an. Die Welt der Notiz. Edition Praesens, Wien 2017.[9]
- Wolfgang Kühn (Hrsg.): Mein Weinviertel. Literaturedition Niederösterreich, St. Pölten 2016.
- Sigrun Casper (Hrsg.): Liebe. Konkursbuch 52. Konkursbuch Verlag Claudia Gehrke, Berlin 2015.
- Theo Breuer und Traian Pop (Hrsg.): Matrix 28. Atmendes Alphabet für Friederike Mayröcker. Pop Verlag, Ludwigsburg 2012.
- Claudia Gehrke (Hrsg.): Mein lesbisches Auge 10. Das lesbische Jahrbuch für Erotik. Konkursbuch Verlag, Berlin 2011.
- Augusta Laar (Hrsg.): hingerissen in eurer mitte. schamrock-festival der dichterinnen 2012. Edition Monacensia, München 2013.